# Niżnieje Babałarowo
Niżnieje Babałarowo (ros. Нижнее Бабаларово) – wieś (sieło) w Rosji, w Baszkortostanie, w rejonie kujurgazińskim. W 2010 liczyła 230 mieszkańców.